# Campionato del mondo rally 1990
Il campionato del mondo rally 1990 è la 18ª edizione del campionato del mondo rally organizzato dalla Federazione Internazionale dell'Automobile.

## Le premesse
Vari team si erano preparati per interrompere il dominio Lancia, che oramai durava da tre anni; la Mitsubishi con la Galant VR-4 affidata a Kenneth Eriksson e ad Ari Vatanen, la Mazda con la 323 4WD che contava sui piloti Hannu Mikkola, Timo Salonen e Ingvar Carlsson, e la Toyota con la Celica GT-4. Proprio questi ultimi, un team che stava provando da anni a emergere dall'anonimato, nel 1990 sembra infatti avere la vettura giusta per contrastare la berlinetta italiana; inoltre il giovane tedesco Armin Schwarz (considerato all'epoca un ragazzo dal grande futuro), lo svedese Mikael Ericsson e lo spagnolo Carlos Sainz, ai quali il team nippo-tedesco affida le proprie vetture, sono piloti affamati di vittorie.
Anche per questo motivo, Lancia aggiorna le sue plurivittoriose Delta HF Integrale 16v e le mette nelle mani dei già due volte campioni del mondo Miki Biasion e Juha Kankkunen (quest'ultimo strappato alla stessa Toyota), nonché del francese Didier Auriol; la casa torinese crea inoltre un team B formato dalle Delta prive delle ultime evoluzioni, portate in gara da Dario Cerrato e Bruno Saby.
Ford partecipa solo ad alcune prove, mentre debutta quest'anno nel mondiale rally la Subaru, che però nell'immediato punta principalmente a fare esperienza senza velleità di classifica.

## Squadre e piloti
| Team                             | Costruttore   | Auto                      | Pneumatici | Piloti               | Gare              |
| -------------------------------- | ------------- | ------------------------- | ---------- | -------------------- | ----------------- |
| Martini Lancia                   | Lancia        | Delta HF Integrale 16v    | M          | Miki Biasion         | 1–3, 5, 7, 10, 12 |
| Martini Lancia                   | Lancia        | Delta HF Integrale 16v    | M          | Juha Kankkunen       | 1–3, 5, 7–10, 12  |
| Martini Lancia                   | Lancia        | Delta HF Integrale 16v    | M          | Didier Auriol        | 1–2, 4–5, 7–10    |
| Martini Lancia                   | Lancia        | Delta HF Integrale 16v    | M          | Alex Fiorio          | 3, 9              |
| Martini Lancia                   | Lancia        | Delta HF Integrale 16v    | M          | Yves Loubet          | 4                 |
| Toyota Team Europe               | Toyota        | Celica GT-4               | P          | Carlos Sainz         | 1–10, 12          |
| Toyota Team Europe               | Toyota        | Celica GT-4               | P          | Mikael Ericsson      | 1, 3, 5, 8–10     |
| Toyota Team Europe               | Toyota        | Celica GT-4               | P          | Armin Schwarz        | 1–2, 4, 10, 12    |
| Toyota Team Europe               | Toyota        | Celica GT-4               | P          | Björn Waldegård      | 3                 |
| Toyota Team Europe               | Toyota        | Celica GT-4               | P          | Jorge Recalde        | 7                 |
| Toyota Team Europe               | Toyota        | Celica GT-4               | P          | David Llewellin      | 12                |
| Toyota Team Europe               | Toyota        | Celica GT-4               | P          | Mats Jonsson         | 12                |
| Mazda Rally Team Europe          | Mazda         | 323 4WD 323 GT-X          | M          | Timo Salonen         | 1–2, 8, 12        |
| Mazda Rally Team Europe          | Mazda         | 323 4WD 323 GT-X          | M          | Hannu Mikkola        | 1–2, 8, 12        |
| Mazda Rally Team Europe          | Mazda         | 323 4WD 323 GT-X          | M          | Grégoire de Mevius   | 2, 9              |
| Mazda Rally Team Europe          | Mazda         | 323 4WD 323 GT-X          | M          | Ingvar Carlsson      | 6, 9              |
| Mazda Rally Team Europe          | Mazda         | 323 4WD 323 GT-X          | M          | Rod Millen           | 6, 9              |
| Mazda Rally Team Europe          | Mazda         | 323 4WD 323 GT-X          | M          | Mikael Sundström     | 8, 12             |
| Mitsubishi Ralliart Europe       | Mitsubishi    | Galant VR-4               | M          | Kenneth Eriksson     | 1–2, 5, 8–9, 12   |
| Mitsubishi Ralliart Europe       | Mitsubishi    | Galant VR-4               | M          | Ari Vatanen          | 1–2, 5, 8, 12     |
| Mitsubishi Ralliart Europe       | Mitsubishi    | Galant VR-4               | M          | Kenjirō Shinozuka    | 3, 11             |
| Mitsubishi Ralliart Europe       | Mitsubishi    | Galant VR-4               | M          | Ross Dunkerton       | 6, 9              |
| Mitsubishi Ralliart Europe       | Mitsubishi    | Galant VR-4               | M          | Patrick Tauziac      | 11                |
| Jolly Club                       | Lancia        | Delta HF Integrale 16v    | M          | Dario Cerrato        | 1–2, 10           |
| Jolly Club                       | Lancia        | Delta HF Integrale 16v    | M          | Alex Fiorio          | 5, 8, 10          |
| Jolly Club                       | Lancia        | Delta HF Integrale 16v    | M          | Didier Auriol        | 12                |
| Jolly Club                       | Lancia        | Delta HF Integrale 16v    | M          | Robert Droogmans     | 12                |
| Société Diac                     | Renault       | 5 GT Turbo                | M          | Alain Oreille        | 1–2, 4–7, 9–11    |
| Société Diac                     | Renault       | 5 GT Turbo                | M          | Jean Ragnotti        | 4                 |
| Société Diac                     | Renault       | 5 GT Turbo                | M          | Sylvain Polo         | 4                 |
| Audi Sport                       | Audi          | 90 quattro                | M          | Paola de Martini     | 1–2, 4–5, 8–10    |
| Audi Sport                       | Audi          | 90 quattro                | M          | Rudi Stohl           | 3, 5, 7, 11       |
| GM Euro Sport                    | Vauxhall Opel | Astra GTE Opel Kadett GSI | M          | Louise Aitken-Walker | 1–2, 4, 6, 9, 12  |
| Subaru Technica International    | Subaru        | Legacy RS                 | M          | Markku Alén          | 3, 5, 8, 10, 12   |
| Subaru Technica International    | Subaru        | Legacy RS                 | M          | Mike Kirkland        | 3, 6              |
| Subaru Technica International    | Subaru        | Legacy RS                 | M          | Possum Bourne        | 3, 6, 9           |
| Subaru Technica International    | Subaru        | Legacy RS                 | M          | Ian Duncan           | 3, 5              |
| Subaru Technica International    | Subaru        | Legacy RS                 | M          | Jim Heather-Hayes    | 3                 |
| Subaru Technica International    | Subaru        | Legacy RS                 | M          | Patrick Njiru        | 3                 |
| Subaru Technica International    | Subaru        | Legacy RS                 | M          | François Chatriot    | 10                |
| Subaru Technica International    | Subaru        | Legacy RS                 | M          | Derek Warwick        | 12                |
| Nissan Motorsports International | Nissan        | 200SX                     | D          | Vic Preston Jr       | 3                 |
| Bastos Motul BMW                 | BMW           | M3                        | P          | François Chatriot    | 4                 |
| Volkswagen Motorsport            | Volkswagen    | Golf Rallye G60           | P          | Erwin Weber          | 5–6, 9            |
| Ford Motor Company               | Ford          | Sierra RS Cosworth 4x4    | P          | Pentti Airikkala     | 8, 10, 12         |
| Ford Motor Company               | Ford          | Sierra RS Cosworth 4x4    | P          | Malcolm Wilson       | 8, 10, 12         |
| Ford Motor Company               | Ford          | Sierra RS Cosworth 4x4    | P          | Gianfranco Cunico    | 8, 10             |
| Ford Motor Company               | Ford          | Sierra RS Cosworth 4x4    | P          | Gwyndaf Evans        | 10, 12            |
| Ford Motor Company               | Ford          | Sierra RS Cosworth 4x4    | P          | Alex Fiorio          | 12                |

## La stagione

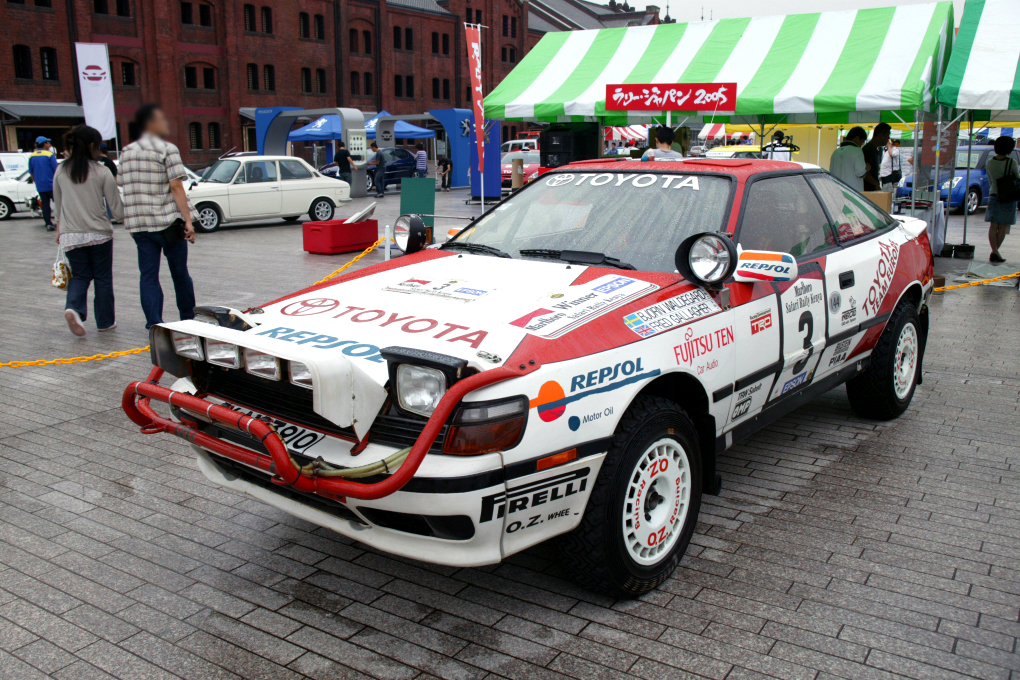
Nel 1990 una ormai competitiva Toyota Celica GT-4 dà filo da torcere alla concorrenza, conquistando 5 rally e battagliando per entrambi i titoli.

Il rally di Montecarlo (prima gara del Mondiale) comincia fin dalle prime speciali con un duello mozzafiato tra l'idolo di casa Auriol e Carlos Sainz che si scambiano ripetutamente il comando del rally e con il loro ritmo inavvicinabile costringono gli avversari a combattere per il terzo posto.
Alla fine a spuntarla sarà Auriol che approfitta di una sbagliata scelta di gomme dello spagnolo all'ultima giornata.
Dietro di loro arrivano nell'ordine il campione del mondo in carica Biasion, Cerrato, Schwarz, Saby ed Ericsson che durante la gara si sono scambiati anch'essi più volte le posizioni.
Con il rally di Svezia cancellato per assenza di neve i team tornano a darsi battaglia in Portogallo.
A prendere il comando della gara inizialmente sarà Armin Schwarz (avvantaggiato anche da una foratura che manda Auriol nelle retrovie), tallonato da Biasion e dalle Mitsubishi di Vatanen ed Eriksson.
Il giovane tedesco però esce presto di strada e si ritira dando via libera a Biasion che vince.
Questa sarà una gara che resterà nella storia della Lancia dato che il team italiano piazzerà cinque sue vetture ai primi cinque posti della graduatoria finale; dietro a Biasion termineranno infatti Auriol (artefice di una grande rimonta), Kankkunen, Cerrato e Carlos Bica con una Lancia di una sotto-scuderia del team italiano.
Niente da fare invece per le Mitsubishi rallentate da problemi tecnici e per Carlos Sainz, che aveva insidiato Biasion fino a quando la rottura della trasmissione non lo costrinse alla resa.
Dopo il Portogallo, dall'Europa ci si sposta in Africa per il Safari Rally.
Il rally nell'edizione 1990 sarà una prova ancor più stremante e dura del solito per auto e uomini (saranno solo 10 su 59 gli equipaggi che riusciranno a terminare la gara).
Per Bjorn Waldegaard comunque, questa sarà una gara memorabile; non è da tutti infatti vincere il Safari a 47 anni, ma lui ci riesce per la gioia del compianto Ove Andersson, il responsabile del team Toyota, che gli affida una Celica ufficiale confidando nella sua grande esperienza in questa competizione africana.
Questa, per la Toyota, era da sempre considerata una prova importantissima, più delle altre, tanto è vero che il team nippo-tedesco schiera anche quell' anno uno spiegamento di forze impressionante per il quale la sola e vera minaccia resta Biasion, poi costretto al ritiro.
A completare la classifica dietro a Waldegaard arrivano Kankkunen, Ericsson e Sainz.
La Lancia quindi conta di rifarsi al rally successivo; il rally di Corsica e, per questo, chiama in servizio Yves Loubet che conosce queste strade a memoria.
Loubet però vivrà un rally terribile dato che inizialmente buca una gomma e in seguito va a sbattere contro un camion.
Senza Loubet, Auriol domina incontrastato e vince il suo terzo rally consecutivo sulle stradine Còrse davanti a Sainz, portando il suo vantaggio in classifica mondiale a 15 punti sul madrileno.
Al rally dell'Acropoli, il quinto rally del Campionato, le Toyota contano di recuperare e partono benissimo con Mikael Ericsson che conduce fin dall'inizio davanti a Carlos Sainz.
La Celica di Ericsson però inizia ben presto ad avere problemi e Sainz, con delle Lancia mai realmente in gara, vince agevolmente davanti a Kankkunen e Biasion.
Per il madrileno, alla ventesima presenza in una gara iridata, è la prima e importantissima vittoria dato che balza in testa al mondiale (Auriol infatti si ritira per un guasto alla sospensione e non guadagna punti); inoltre questo è anche il primo trionfo di un pilota spagnolo in una prova del mondiale.

Da destra: Carlos Sainz e il suo navigatore Luis Moya festeggiano il terzo posto al Sanremo che consegna loro il titolo piloti, primo alloro mondiale sia per Sainz sia per Toyota.

Il rally successivo è il rally di Nuova Zelanda; un rally che solitamente viene snobbato dai team principali dato che non porta punti per il mondiale costruttori.
In quell'anno le cose però cambieranno dato che la Toyota ha la bella idea di iscrivere Sainz, in modo da fargli guadagnare ulteriori punti nel campionato riservato ai piloti.
La Lancia, come da pronostico, salta l'appuntamento neo-zelandese e il pilota madrileno della Celica vince facilmente davanti alla 323 di Carlsson e alla Golf di Weber.
Anche il rally d'Argentina, settima prova del Campionato del Mondo, è solitamente un rally snobbato dai team più forti; ma nel 1990, il grande duello tra Lancia e Toyota, lo trasforma in un appuntamento irrinunciabile.
Ed è proprio in Argentina, dove ha ottenuto la sua prima vittoria, che Miki Biasion ottiene una delle sue più belle vittorie.
Miki sconfigge infatti Sainz (che termina in seconda posizione dopo un cappottamento che poteva pregiudicargli la gara) e soprattutto un forte mal di schiena che lo costringerà comunque a fermarsi per un paio di mesi.
Didier Auriol, attardato da problemi ad una valvola nel sistema di aspirazione, termina terzo, mentre Kankkunen si ritira per un problema al cambio.
Dopo L'Argentina, il calendario ha in programma il rally di Finlandia, dove tutti si aspettano la solita vittoria di un pilota scandinavo (in tutte le sue numerosi edizioni, mai difatti un pilota non nordico ha terminato la gara in prima posizione).
Tuttavia nel 1990 succede l'impensabile e Carlos Sainz è il primo pilota latino a terminare sul gradino più alto nel podio.
Ari Vatanen e Juha Kankkunen, che per tutto il rally hanno combattuto duramente con il madrileno, sono costretti ad alzare bandiera bianca; ma mentre Ari arriva secondo, il pilota Lancia ha problemi all'acceleratore e termina quinto.
A completare i primi sei; terza arriva la Mitsubishi di Eriksson, quarta la Subaru di Alen e sesta la Mazda di Salonen, in netta ripresa.
Con un Sainz esaltato per l'incredibile vittoria al rally di Finlandia, i team si spostano in Oceania per il rally d'Australia.
Juha Kankkunen sembra determinato a rifarsi dopo la batosta subita nella gara di casa e difatti, dopo i problemi alla trasmissione che fermano Eriksson, si porta al comando e vince nonostante gli sforzi di Sainz.
Con la vittoria in Australia il pilota finnico scavalca inoltre Auriol (vittima di un cappottamento e della rottura del motore) nel Mondiale piloti e si porta in seconda posizione dietro al madrileno della Toyota.
La gara registra anche l'ottimo terzo posto di Fiorio, il bel quarto posto della Subaru di “Possum” Bourne, il quinto posto di Carlsson e la fantastica settima posizione raggiunta da Tommi Mäkinen; pilota che a fine anni novanta vincerà quattro titoli piloti.

Pur lasciandosi sfuggire il titolo piloti con i suoi alfieri, in questa stagione la Delta HF Integrale 16v si conferma la migliore vettura del campionato, primeggiando in 6 rally e permettendo a Lancia di far suo il quarto titolo costruttori consecutivo.

Kankkunen è comunque distaccato di ben 50 punti da Carlos Sainz, tanto è vero che al pilota spagnolo basterebbe un terzo posto nel Rally di Sanremo; successiva gara in calendario, per vincere il Mondiale piloti 1990.
Tuttavia la Lancia, che può contare sul supporto di tantissimi tifosi e del ritorno, dopo la pausa per i problemi alla schiena, di Miky Biasion, non si dà certo per vinta.
Il campione di Bassano si porta subito in testa alla gara, tallonato dalle Celica di Schwarz e Sainz, mentre le altre Delta di Kankkunen e Auriol sembrano non essere in grado di combattere per le posizioni che contano.
Biasion e Schwarz però sono presto vittime di incidenti e Sainz si porta così in testa inseguito da Auriol che ha ripreso a girare come un forsennato nella speranza di rovinare i giochi al madrileno.
In questo emozionantissimo rally d'Italia tuttavia, le sorprese non sono ancora finite e infatti lo spagnolo della Toyota finisce anch'esso fuori strada danneggiando gravemente la Celica e rischiando quindi di ritirarsi; Auriol e Kankkunen si portano quindi in prima e seconda posizione con la speranza che Sainz debba abbandonare, ma ciò non avviene perché i meccanici Toyota riescono in un vero e proprio miracolo riparando l'auto e consentendo a Carlos di riprendere la corsa.
Il madrileno così si porta alle spalle delle Lancia e arriva terzo vincendo il Mondiale, mentre Auriol si riprende il secondo posto nella classifica del Campionato ai danni di Kankkunen.
I team se ne vanno quindi dall'Italia con tutti i giochi chiusi perché la Lancia, grazie alla doppietta appena ottenuta, vince il Campionato Marche.
Con i Mondiali già assegnati i team più importanti decidono di saltare il seguente Rally della Costa d'Avorio, così, la gara viene vinta dal francese Tauziac, che precede Stohl e Oreille.
Nell'ultimo rally in calendario, vale a dire quello di Gran Bretagna, Sainz conclude degnamente la sua stagione d'oro andando a vincere (dopo il rally di Grecia, quello di Finlandia e quello di Nuova Zelanda) in seguito ad una bella battaglia con Kankkunen che poi esce di strada, pure il rally inglese; altra gara da sempre feudo dei piloti nordici.
Dietro di lui arrivano l'ottimo Kenneth Eriksson e il nostro Biasion, al debutto in questa gara; mentre Auriol terminando quinto davanti all'ancora sconosciuto Colin McRae e ad Armin Schwarz, conserva il secondo posto nel Mondiale.

## Risultati
| #  | Rally                                                       | # | Pilota            | Copilota          | Auto                          | Tempo    |
| -- | ----------------------------------------------------------- | - | ----------------- | ----------------- | ----------------------------- | -------- |
| 1  | 58ème Rallye Automobile de Monte-Carlo (19–25 gennaio)      | 1 | Didier Auriol     | Bernard Occelli   | Lancia Delta HF Integrale 16v | 5:56:52  |
| 1  | 58ème Rallye Automobile de Monte-Carlo (19–25 gennaio)      | 2 | Carlos Sainz      | Luis Moya         | Toyota Celica GT-4            | 5:57:44  |
| 1  | 58ème Rallye Automobile de Monte-Carlo (19–25 gennaio)      | 3 | Miki Biasion      | Tiziano Siviero   | Lancia Delta HF Integrale 16v | 6:00:31  |
| 2  | 24º Rally de Portugal Vinho do Porto (6-10 marzo)           | 1 | Miki Biasion      | Tiziano Siviero   | Lancia Delta HF Integrale 16v | 6:17:57  |
| 2  | 24º Rally de Portugal Vinho do Porto (6-10 marzo)           | 2 | Didier Auriol     | Bernard Occelli   | Lancia Delta HF Integrale 16v | 6:20:33  |
| 2  | 24º Rally de Portugal Vinho do Porto (6-10 marzo)           | 3 | Juha Kankkunen    | Juha Piironen     | Lancia Delta HF Integrale 16v | 6:23:08  |
| 3  | 38th Marlboro Safari Rally (11-16 aprile)                   | 1 | Björn Waldegård   | Fred Gallagher    | Toyota Celica GT-4            | 8:39:11  |
| 3  | 38th Marlboro Safari Rally (11-16 aprile)                   | 2 | Juha Kankkunen    | Juha Piironen     | Lancia Delta HF Integrale 16v | 9:17:23  |
| 3  | 38th Marlboro Safari Rally (11-16 aprile)                   | 3 | Mikael Ericsson   | Claes Billstam    | Toyota Celica GT-4            | 11:26:58 |
| 4  | 34ème Tour de Corse - Rallye de France (6-9 maggio)         | 1 | Didier Auriol     | Bernard Occelli   | Lancia Delta HF Integrale 16v | 6:45:16  |
| 4  | 34ème Tour de Corse - Rallye de France (6-9 maggio)         | 2 | Carlos Sainz      | Luis Moya         | Toyota Celica GT-4            | 6:45:52  |
| 4  | 34ème Tour de Corse - Rallye de France (6-9 maggio)         | 3 | François Chatriot | Michel Périn      | BMW M3                        | 6:49:05  |
| 5  | 37th Acropolis Rally (3-6 giugno)                           | 1 | Carlos Sainz      | Luis Moya         | Toyota Celica GT-4            | 7:34:44  |
| 5  | 37th Acropolis Rally (3-6 giugno)                           | 2 | Juha Kankkunen    | Juha Piironen     | Lancia Delta HF Integrale 16v | 7:35:30  |
| 5  | 37th Acropolis Rally (3-6 giugno)                           | 3 | Miki Biasion      | Tiziano Siviero   | Lancia Delta HF Integrale 16v | 7:37:42  |
| 6  | 20th Rothmans Rally of New Zealand (30 giugno-3 luglio)     | 1 | Carlos Sainz      | Luis Moya         | Toyota Celica GT-4            | 6:48:26  |
| 6  | 20th Rothmans Rally of New Zealand (30 giugno-3 luglio)     | 2 | Ingvar Carlsson   | Per Carlsson      | Mazda 323 4WD                 | 6:49:57  |
| 6  | 20th Rothmans Rally of New Zealand (30 giugno-3 luglio)     | 3 | Erwin Weber       | Matthias Feltz    | Volkswagen Golf Rallye G60    | 6:56:24  |
| 7  | 10º Rally Argentina (24-28 luglio)                          | 1 | Miki Biasion      | Tiziano Siviero   | Lancia Delta HF Integrale 16v | 6:51:27  |
| 7  | 10º Rally Argentina (24-28 luglio)                          | 2 | Carlos Sainz      | Luis Moya         | Toyota Celica GT-4            | 6:59:29  |
| 7  | 10º Rally Argentina (24-28 luglio)                          | 3 | Didier Auriol     | Bernard Occelli   | Lancia Delta HF Integrale 16v | 7:26:22  |
| 8  | 40th 1000 Lakes Rally (23-26 agosto)                        | 1 | Carlos Sainz      | Luis Moya         | Toyota Celica GT-4            | 4:40:55  |
| 8  | 40th 1000 Lakes Rally (23-26 agosto)                        | 2 | Ari Vatanen       | Bruno Berglund    | Mitsubishi Galant VR-4        | 4:41:14  |
| 8  | 40th 1000 Lakes Rally (23-26 agosto)                        | 3 | Kenneth Eriksson  | Staffan Parmander | Mitsubishi Galant VR-4        | 4:45:53  |
| 9  | 3rd Commonwealth Bank Rally Australia (20-23 settembre)     | 1 | Juha Kankkunen    | Juha Piironen     | Lancia Delta HF Integrale 16v | 5:43:48  |
| 9  | 3rd Commonwealth Bank Rally Australia (20-23 settembre)     | 2 | Carlos Sainz      | Luis Moya         | Toyota Celica GT-4            | 5:45:28  |
| 9  | 3rd Commonwealth Bank Rally Australia (20-23 settembre)     | 3 | Alex Fiorio       | Luigi Pirollo     | Lancia Delta HF Integrale 16v | 5:49:28  |
| 10 | 32º Rallye Sanremo - Rallye d'Italia (14-18 ottobre)        | 1 | Didier Auriol     | Bernard Occelli   | Lancia Delta HF Integrale 16v | 7:30:38  |
| 10 | 32º Rallye Sanremo - Rallye d'Italia (14-18 ottobre)        | 2 | Juha Kankkunen    | Juha Piironen     | Lancia Delta HF Integrale 16v | 7:31:23  |
| 10 | 32º Rallye Sanremo - Rallye d'Italia (14-18 ottobre)        | 3 | Carlos Sainz      | Luis Moya         | Toyota Celica GT-4            | 7:32:23  |
| 11 | 22ème Rallye Côte d'Ivoire Bandama (28 ottobre-1º novembre) | 1 | Patrick Tauziac   | Claude Papin      | Mitsubishi Galant VR-4        | 4:54:00  |
| 11 | 22ème Rallye Côte d'Ivoire Bandama (28 ottobre-1º novembre) | 2 | Rudi Stohl        | Ernst Röhringer   | Audi 90 quattro               | 5:56:00  |
| 11 | 22ème Rallye Côte d'Ivoire Bandama (28 ottobre-1º novembre) | 3 | Alain Oreille     | Michel Roissard   | Renault 5 GT Turbo            | 6:52:00  |
| 12 | 46th Lombard RAC Rally (25-28 novembre)                     | 1 | Carlos Sainz      | Luis Moya         | Toyota Celica GT-4            | 5:43:16  |
| 12 | 46th Lombard RAC Rally (25-28 novembre)                     | 2 | Kenneth Eriksson  | Staffan Parmander | Mitsubishi Galant VR-4        | 5:44:58  |
| 12 | 46th Lombard RAC Rally (25-28 novembre)                     | 3 | Miki Biasion      | Tiziano Siviero   | Lancia Delta HF Integrale 16v | 5:47:22  |

## Dislocazione eventi
|                |                 |                     |                          |
| Nero = Asfalto | Marrone = Terra | Blu = Neve/Ghiaccio | Rosso = Superficie mista |

## Classifiche

### Campionato piloti
| Pos. | Pilota                 | MON | POR | KEN | COR | GRC | NZL | ARG | FIN | AUS | SRM | CIV | GBR | Punti |
| ---- | ---------------------- | --- | --- | --- | --- | --- | --- | --- | --- | --- | --- | --- | --- | ----- |
| 1    | Carlos Sainz           | 2   | Rit | 4   | 2   | 1   | 1   | 2   | 1   | 2   | 3   |     | 1   | 140   |
| 2    | Didier Auriol          | 1   | 2   |     | 1   | Rit |     | 3   | Rit | Rit | 1   |     | 5   | 95    |
| 3    | Juha Kankkunen         | Rit | 3   | 2   |     | 2   |     | Rit | 5   | 1   | 2   |     | Rit | 85    |
| 4    | Miki Biasion           | 3   | 1   | Rit |     | 3   |     | 1   |     |     | Rit |     | 3   | 76    |
| 5    | Mikael Ericsson        | 7   |     | 3   |     | 4   |     |     | Rit | Rit | 6   |     |     | 32    |
| 6    | Dario Cerrato          | 4   | 4   |     |     |     |     |     |     |     | 4   |     |     | 30    |
| 7    | Rudolf Stohl           |     |     | 7   |     | Rit |     | 4   |     |     |     | 2   |     | 29    |
| 8    | Kenneth Eriksson       | Rit | Rit |     |     | Rit |     |     | 3   | Rit |     |     | 2   | 27    |
| 9    | Alex Fiorio            |     |     | Rit |     | 5   |     |     | Rit | 3   | 8   |     | 9   | 25    |
| 10   | Ingvar Carlsson        |     |     |     |     |     | 2   |     |     | 5   |     |     |     | 23    |
| 11   | Alain Oreille          | 13  | 14  |     | 8   | 13  | 10  | 6   |     | Rit | 17  | 3   |     | 22    |
| 12   | Björn Waldegård        |     |     | 1   |     |     |     |     |     |     |     |     |     | 20    |
| 13   | Patrick Tauziac        |     |     |     |     |     |     |     |     |     |     | 1   |     | 20    |
| 14   | Peter Bourne           |     |     | Rit |     |     | 5   |     |     | 4   |     |     |     | 18    |
| 15   | Bruno Saby             | 6   |     |     | 4   |     |     |     |     |     |     |     |     | 16    |
| 16   | Ari Vatanen            | Rit | Rit |     |     | Rit |     |     | 2   |     |     |     | Rit | 15    |
| 17   | François Chatriot      |     |     |     | 3   |     |     |     |     |     | Rit |     |     | 12    |
| 18   | Erwin Weber            |     |     |     |     | Rit | 3   |     |     | SQ  |     |     |     | 12    |
| 19   | Armin Schwarz          | 5   | Rit |     | Rit |     |     |     |     |     | Rit |     | 7   | 12    |
| 20   | Ross Dunkerton         |     |     |     |     |     | 4   |     |     | Rit |     |     |     | 10    |
| 21   | Markku Alén            |     |     | Rit |     | Rit |     |     | 4   |     | Rit |     | Rit | 10    |
| 22   | Alain Ambrosino        |     |     |     |     |     |     |     |     |     |     | 4   |     | 10    |
| 23   | Mats Jonsson           |     |     |     |     |     |     |     |     |     |     |     | 4   | 10    |
| 24   | Tommi Mäkinen          |     |     |     |     |     | 6   |     | 11  | 7   | 13  |     | Rit | 10    |
| 25   | Timo Salonen           | 8   | Rit |     |     |     |     |     | 6   |     |     |     | Rit | 9     |
| 26   | Gustavo Trelles        |     | 11  |     |     | 9   | 7   | Rit | 15  | 8   | 15  | Rit | Rit | 9     |
| 27   | Carlos Bica            |     | 5   |     |     |     |     |     |     |     |     |     |     | 8     |
| 28   | Kenjirō Shinozuka      |     |     | 5   |     |     |     |     |     |     |     | Rit |     | 8     |
| 29   | Raimund Baumschlager   |     |     |     | 5   |     |     |     |     |     |     |     |     | 8     |
| 30   | Ernesto Soto           |     | 12  |     |     |     | Rit | 5   | 16  |     |     |     |     | 8     |
| 31   | Piero Liatti           |     |     |     |     |     |     |     |     |     | 5   |     |     | 8     |
| 32   | Patrice Servant        |     |     |     |     |     |     |     |     |     |     | 5   |     | 8     |
| 33   | Jorge Recalde          |     | 7   |     |     | Rit | 8   | Rit | 22  | 11  |     |     |     | 7     |
| 34   | Hannu Mikkola          | Rit | 6   |     |     |     |     |     | Rit |     |     |     | Rit | 6     |
| 35   | Jim Heather-Hayes      |     |     | 6   |     |     |     |     |     |     |     |     |     | 6     |
| 36   | Laurent Poggi          |     |     |     | 6   |     |     |     |     |     |     |     |     | 6     |
| 37   | Michele Rayneri        |     |     |     |     | 6   | Rit |     |     |     |     |     |     | 6     |
| 38   | Grégoire de Mevius     |     | Rit |     |     |     |     |     |     | 6   | Rit |     |     | 6     |
| 39   | Michel Molinie         |     |     |     |     |     |     |     |     |     |     | 6   |     | 6     |
| 40   | Colin McRae            |     |     |     |     |     |     |     |     |     |     |     | 6   | 6     |
| 41   | Claude Balesi          |     |     |     | 7   |     |     |     |     |     |     |     |     | 4     |
| 42   | Giannis Vardinogiannis |     |     |     |     | 7   |     |     |     |     |     |     |     | 4     |
| 43   | Marcelo Raies          |     |     |     |     |     |     | 7   |     |     |     |     |     | 4     |
| 44   | Lasse Lampi            |     |     |     |     |     |     |     | 7   |     |     |     |     | 4     |
| 45   | Piergiorgio Deila      |     |     |     |     |     |     |     |     |     | 7   |     |     | 4     |
| 46   | Jean-Philippe Bernier  |     |     |     |     |     |     |     |     |     |     | 7   |     | 4     |
| 47   | Marc Duez              |     | 8   |     | Rit |     |     |     |     |     |     |     |     | 3     |
| 48   | Patrick Njiru          |     |     | 8   |     |     |     |     |     |     |     |     |     | 3     |
| 49   | Ian Duncan             |     |     | Rit |     | 8   |     |     |     |     |     |     |     | 3     |
| 50   | Gabriel Martin         |     |     |     |     |     |     | 8   |     |     |     |     |     | 3     |
| 51   | Sebastian Lindholm     |     |     |     |     |     |     |     | 8   |     |     |     |     | 3     |
| 52   | Viviane Evina          |     |     |     |     |     |     |     |     |     |     | 8   |     | 3     |
| 53   | David Llewellin        |     |     |     |     |     |     |     |     |     |     |     | 8   | 3     |
| 54   | Paola de Martini       | Rit | 16  |     | 9   | Rit |     | WD  | 32  | Rit | Rit |     |     | 2     |
| 55   | François Delecour      | 9   |     |     | Rit |     |     |     |     |     |     |     |     | 2     |
| 56   | Joaquim Santos         |     | 9   |     |     |     |     |     |     |     |     |     |     | 2     |
| 57   | Ashok Pattni           |     |     | 9   |     |     |     |     |     |     |     |     |     | 2     |
| 58   | Gilberto Pianezzola    |     | 13  |     |     |     | 9   |     |     |     |     |     |     | 2     |
| 59   | Oscar Maccari          |     |     |     |     |     |     | 9   |     |     |     |     |     | 2     |
| 60   | Esa Saarenpaa          |     |     |     |     |     |     |     | 9   |     |     |     |     | 2     |
| 61   | Kiyoshi Inoue          |     |     |     |     |     |     |     |     | 9   |     |     |     | 2     |
| 62   | Giuseppe Grossi        |     |     |     |     |     |     |     |     |     | 9   |     |     | 2     |
| 63   | Jean-Michel Dionneau   |     |     |     |     |     |     |     |     |     |     | 9   |     | 2     |
| 64   | Bertrand Balas         | 10  |     |     |     |     |     |     |     |     |     |     |     | 1     |
| 65   | Ronald Holzer          |     | 10  |     |     |     |     |     |     |     |     |     |     | 1     |
| 66   | Steve Anthony          |     |     | 10  |     |     |     |     |     |     |     |     |     | 1     |
| 67   | Sylvain Polo           |     |     |     | 10  |     |     |     |     |     |     |     |     | 1     |
| 68   | Pavlos Moschoutis      |     |     |     |     | 10  |     |     |     |     |     |     |     | 1     |
| 69   | Fernando Marino        |     |     |     |     |     |     | 10  |     |     |     |     |     | 1     |
| 70   | Risto Buri             |     |     |     |     |     |     |     | 10  |     |     |     |     | 1     |
| 71   | Ed Ordynski            |     |     |     |     |     |     |     |     | 10  |     |     |     | 1     |
| 72   | Alessandro Fassina     |     |     |     |     |     |     |     |     |     | 10  |     |     | 1     |
| 73   | Adolphe Choteau        |     |     |     |     |     |     |     |     |     |     | 10  |     | 1     |
| 74   | Robert Droogmans       |     |     |     |     |     |     |     |     |     |     |     | 10  | 1     |
| Pos. | Pilota                 | MON | POR | KEN | COR | GRC | NZL | ARG | FIN | AUS | SRM | CIV | GBR | Punti |

| Colore  | Risultato             |
| ------- | --------------------- |
| Oro     | Vincitore             |
| Argento | 2º posto              |
| Bronzo  | 3º posto              |
| Verde   | Finito a punti        |
| Blu     | Finito senza punti    |
| Viola   | Ritirato (Rit)        |
| Viola   | Non classificato (NC) |
| Rosso   | Non qualificato (NQ)  |
| Nero    | Squalificato (SQ)     |
| Bianco  | Non partito (NP)      |
| Bianco  | Non ha gareggiato     |
| Bianco  | Infortunato (INF)     |
| Bianco  | Escluso (ES)          |
| Bianco  | Gara cancellata (C)   |

### Campionato costruttori
| Classifica costruttori | Classifica costruttori | Classifica costruttori |
| Pos.                   | Scuderia               | Punti                  |
| ---------------------- | ---------------------- | ---------------------- |
| 1                      | Lancia                 | 137                    |
| 2                      | Toyota                 | 131                    |
| 3                      | Mitsubishi             | 56                     |
| 4                      | Subaru                 | 43                     |
| 5                      | Mazda                  | 30                     |
| 6                      | Renault                | 24                     |
| 7                      | Audi                   | 24                     |
| 8                      | Ford                   | 22                     |
| 9                      | BMW                    | 14                     |
| 10                     | Volkswagen             | 10                     |